# Oakland Museum of California

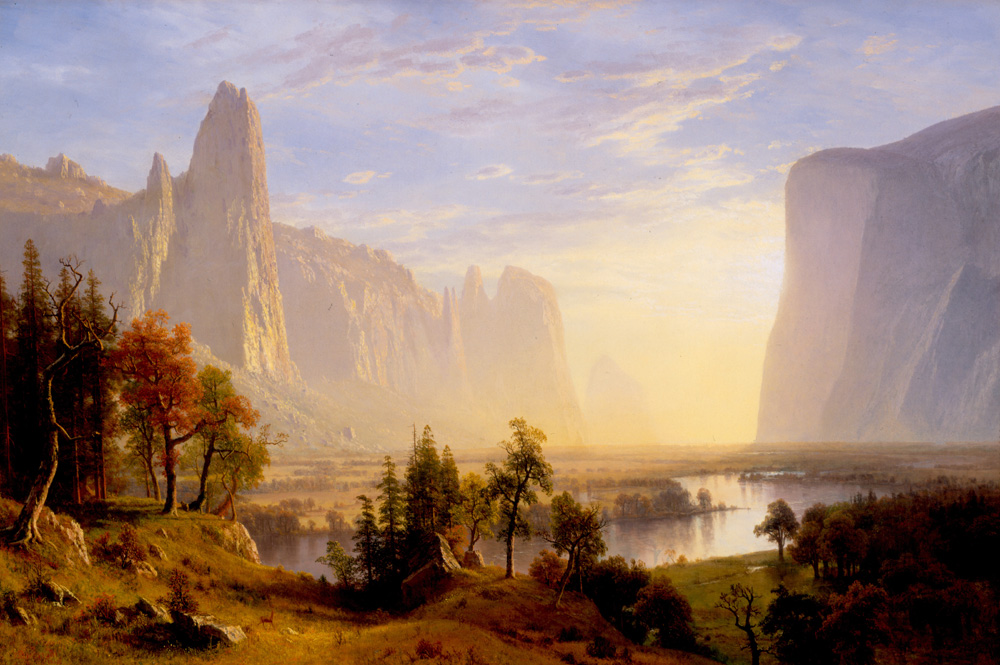
Albert Bierstadt, Yosemite Valley, 1868, óleo sobre lienzo

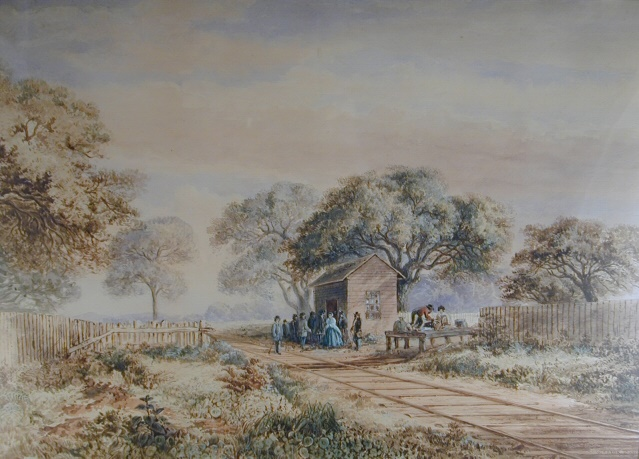
William Keith, Early Oakland, 7th and Adeline Streets, The Southern Pacific Depot, 1867, acuarela

El Oakland Museum of California u OMCA (anteriormente Oakland Museum) es un museo estadounidense dedicado al arte, la historia y las ciencias naturales de California, ubicado junto a Oak Street, 10th Street y 11th Street en la ciudad californiana de Oakland. El museo tiene más de 1,8 millones de objetos dedicados a «contar la extraordinaria historia de California». Fue creado a mediados de la década de 1960 a partir de la fusión de tres museos separados que databan de principios del siglo XX (Snow Museum of Natural History, Oakland Public Museum y Oakland Art Gallery) y se inauguró en 1969.

## Instalaciones
El edificio del museo, diseñado por la firma de arquitectos «Kevin Roche John Dinkeloo and Associates LLC»  (ahora Roche-Dinkeloo), con diseño paisajístico de Dan Kiley y jardines de Geraldine Knight Scott, es un ejemplo importante del movimiento moderno de mediados de siglo y la integración de espacios interiores y exteriores. El edificio de hormigón incluye tres niveles, cada uno de los cuales se centra en las colecciones de arte, historia y ciencias naturales, junto con galerías de exposiciones temporales, un auditorio, un restaurante y otros espacios auxiliares. Las características arquitectónicas al aire libre son jardines en la azotea con terrazas, patios, esculturas al aire libre, una gran área de césped y un estanque koi.
Entre 2009 y 2013, el museo se sometió a una importante renovación y expansión diseñada por Mark Cavagnero Associates. Las galerías de arte e historia estuvieron cerradas desde agosto de 2009 hasta mayo de 2010, seguido del cierre de la galería de ciencias naturales y de las instalaciones educativas (reabiertas en mayo de 2013). Skidmore, Owings y Merrill diseñaron el programa de gráficos ambientales para la renovación y cambio de marca del museo. El apoyo básico para las mejoras de capital provino de la Medida G, una iniciativa de bonos de 23,6 millones de dólares aprobada por los votantes de Oakland en 2002. El museo también está planeando una renovación de las instalaciones exteriores de su edificio, que abriría el patio del edificio con una nueva entrada a lo largo del lado de la calle 12, que da al lago Merritt, para conectar mejor las instalaciones con el vecindario. Se planea completar la renovación exterior de unos 18 a 20 millones en 2020.

## Colecciones

### Arte
El museo posee más de 70 000 ejemplos de arte y diseño de California, creados desde mediados del siglo XIX hasta el presente. Algunos de los pintores representados en la colección de arte son Addie L. Ballou, Albert Bierstadt, George Henry Burgess, Richard Diebenkorn, Maynard Dixon, Childe Hassam, Thomas Hill, Amédée Joullin, William Keith, David Park, Mel Ramos, Granville Redmond, Jules Tavernier, Wayne. Thiebaud y la "Society of Six" (William H. Clapp, Selden Connor Gile, August Gay, Bernard Von Eichman, Maurice Logan y Louis Siegriest). Alberga los archivos personales de Dorothea Lange e imágenes de muchos otros fotógrafos destacados. El archivo de Lange fue una donación de la propia artista e incluye miles de negativos y grabados antiguos, así como notas de campo y recuerdos personales.

#### Movimiento artesano
Posee una notable colección de pinturas y objetos decorativos asociados con el movimiento  American Craftsman, incluida una gran colección de pinturas y arte decorativo de Arthur Mathews y de su esposa Lucia Kleinhans Mathews. El museo tiene más de 500 pinturas, dibujos, muebles y otras obras de arte decorativas producidas por Arthur y Lucia. OMCA también alberga el archivo de Matthews, que tiene notas, bocetos y otros recuerdos.

### Historia
Más de 1.8 millones de artículos representan la historia y las culturas de California desde la época anterior a la llegada de los europeos hasta el siglo XXI. Las colecciones más importantes son de fotografía; cestas y otros materiales nativos de California; artefactos de la era de la fiebre del oro de California; y material relacionado con la tecnología, la agricultura, los negocios y el trabajo de California, la vida doméstica y eventos importantes como la Segunda Guerra Mundial.
La colección Native California Basket abarca unas 2500 cestas de algunas de las regiones geográficas y culturales de California. Uno de los aspectos más destacados de la colección es una canasta Ohlone encargada por el museo en 2010 y realizada por la artista de Ohlone, Linda Yamane.

### Ciencias naturales
La colección del departamento de ciencias naturales muestra a California como un hotspot de biodiversidad y como el estado que tiene la mayor diversidad biológica de la nación. Cuenta con más de 100 000 especímenes de investigación y otros artefactos, incluidos más de 10 000 especímenes de Entomología identificados y anclados, más de 5000 especímenes en la colección de Malacología (conchas), más de 2000 pieles y monturas de estudio de aves y mamíferos, varios miles de huevos de aves, más de 3180 hojas de herbario, más de 2330 muestras de exhibición liofilizadas, así como colecciones de reptiles y anfibios, peces, invertebrados terrestres y marinos y hongos.

## Museos predecesores

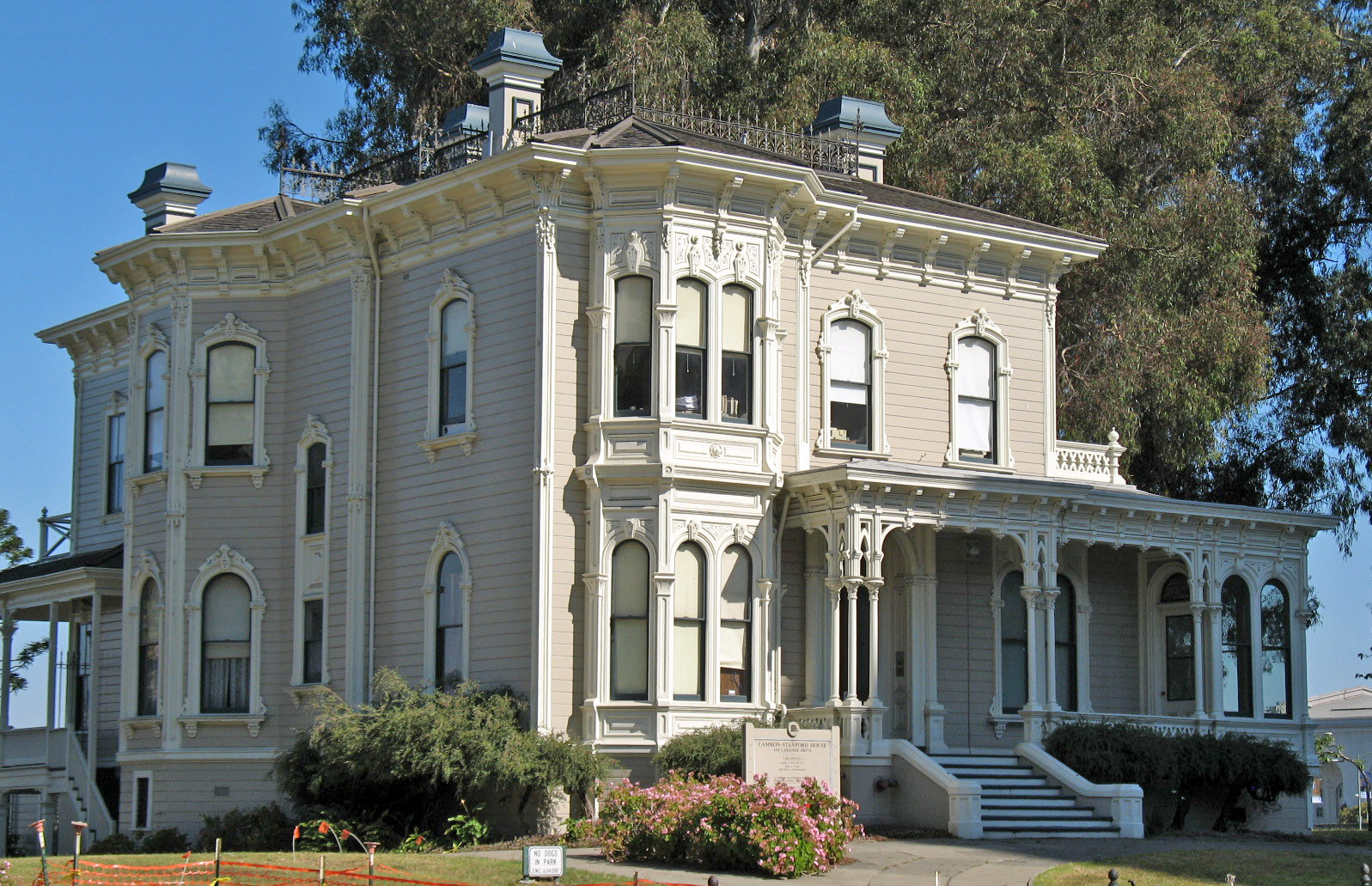
El Museo Público de Oakland se alojó originalmente en la Casa Camron-Stanford desde 1910-1967. La casa ahora es un museo separado.

El Museo Público de Oakland (Oakland Public Museum) se había inaugurado en la cercana Camron-Stanford House en 1910. Su primer curador, Charles P. Wilcomb, reunió una colección que representa dos aspectos de la historia cultural de California, los nativos americanos y los colonos de la costa este. Más tarde, en 1916, se abrió la Galería de Arte de Oakland (Oakland Art Gallery) en el Auditorio Municipal de Oakland, originalmente bajo los auspicios del propio Museo Público de Oakland, cuyo director en ese momento, Robert B. Harshe, era él mismo un artista. Por último, el Museo de Historia Natural de la Nieve (Snow Museum of Natural History) se inauguró en la mansión Cutting, también en la orilla del lago Merritt, en 1922. Aunque el actual Museo de Oakland fusionado se centra en el arte, la historia y la naturaleza de California, quedan algunas piezas "heredadas" de fuera del estado, como una colección de botellas de rapé y una pagoda de jade tallada.